# Tumkur
Tumkur, oficialmente Tumakuru, (en maratí: तुमकूर ) es una ciudad de la India, centro administrativo del distrito de Tumkur, en el estado de Karnataka.

## Geografía
Se encuentra a una altitud de 820 m s. n. m. a 73 km de la capital estatal, Bangalore, en la zona horaria UTC +5:30.

## Demografía
Según estimación 2011 contaba con una población de 396 604 habitantes.